# Дух Ямато
Ямато-дамасии (яп. 大和魂, "Японский дух") или Ямато-гокоро (яп. 大和心, "Японское сердце") — термин для обозначения культурных ценностей и характеристик японцев. Фраза была придумана в период Хэйан для описания «духа» или культурных ценностей коренных японцев и отличия от культурных ценностей тех других народов, которые также попали под культурное влияние китайской империи Тан. Позже этот термин использовался для объяснения качественного превосходства «японского духа» над «китайским». Писатели периода Эдо и самураи использовали его для подкрепления концепции чести и доблести кодекса Бусидо. Японские националисты пропагандировали «Ямато-дамасии», как «храбрый, дерзкий и неукротимый дух японского народа» — один из ключевых принципов японского милитаризма. Термин Ямато-дамасии можно перевести также, как «Японская душа», «Дух Ямато» и «Душа древней Японии». Лафкадио Херн ссылается на связь этого термина с синтоистской религией:
Для этого национального типа нравственного характера было придумано имя «Ямато-дамасии» (или «Ямато-гокоро») — Дух Ямато (или Сердце Ямато) — по названию древней провинции Ямато, месту жительства ранних императоров, которое в переносном смысле использовалось для всей страны. Мы могли бы правильнее, хотя и менее буквально, интерпретировать выражение «Ямато-дамасии» как «Душа древней Японии». (1904:177)